# ميليسا كيلر
ميليسا كيلر (بالإنجليزية: Melissa Keller)‏ هي عارضة وممثلة أمريكية، ولدت في 1979 في لونغ ليك في الولايات المتحدة.

## وصلات خارجية
- ميليسا كيلر على موقع IMDb (الإنجليزية)
- ميليسا كيلر على موقع قاعدة بيانات الفيلم (الإنجليزية)
- ميليسا كيلر على موقع دليل عارضات الأزياء (الإنجليزية)